# Malthaca
Malthaca is een geslacht van vlinders van de familie bloeddrupjes (Zygaenidae), uit de onderfamilie Procridinae.

## Soorten
- M. aequalis (Druce, 1889)
- M. analoga Hering, 1924
- M. astora (Dyar, 1912)
- M. beovava (Dyar, 1918)
- M. bruckneriana Hering, 1938
- M. brunnea Alberti, 1954
- M. caelebs (Blanchard, 1972)
- M. centralis (Walker, 1854)
- M. crypta Hering, 1924
- M. dimidiata (Herrich-Schäffer, 1854)
- M. drucei Jordan, 1913
- M. eromena Hering, 1924
- M. erythromelas Jordan, 1913
- M. fusca (Edwards, 1885)
- M. ignorata Hering, 1925
- M. jordani Hering, 1924
- M. josialis (Druce, 1885)
- M. marginata (Edwards, 1884)
- M. martenii (French, 1884)
- M. mas (Dyar, 1918)
- M. mexicana (Druce, 1884)
- M. monochroma Hering, 1924
- M. monotona Hering, 1924
- M. morio (Druce, 1885)
- M. myria Dyar, 1912
- M. phoenicoruma (Dyar, 1912)

- M. purpusi Hering, 1924
- M. radialis (Walker, 1864)
- M. rata (Edwards, 1882)
- M. ravonica Dyar, 1913
- M. rubriventris Hering, 1938
- M. semifulva Druce, 1884
- M. seva (Hering, 1938)
- M. synecha Hering, 1924
- M. teos (Schaus, 1889)
- M. tetraclonioides Hering, 1924
- M. thyesta (Druce, 1884)
- M. timon (Druce, 1894)
- M. ursula Hering, 1924
- M. xanthogramma Hering, 1924
- M. xanthura Jordan, 1913